# The Brood (gruppo musicale)
The Brood è stato un gruppo musicale crossover thrash di Venice, in California, formato dagli ex componenti dei Suicidal Tendencies e dei Neighborhood Watch, tra cui il batterista Amery Smith.

## Storia del gruppo
Il gruppo nasce nel 1984, anno in cui il chitarrista Jon Nelson e il batterista Amery Smith lasciano il gruppo Suicidal Tendencies per formare una nuova band assieme  all'ex bassista dei Neighborhood Watch John Flitcraft e il chitarrista Todd Moyer. In questa nuova formazione è Jon Nelson a cantare, assieme a Moyer, che canta alcune canzoni.
I Brood riescono ad ottenere un contratto discografico con la Profile Records e pubblicano così nel 1986 il loro primo e unico album, l'omonimo The Brood. Poco più avanti Nelson e Flitcraft escono però dal gruppo, mentre Smith e Moyer decidono di formare un'altra band, in cui Moyer sarà il cantante principale. Per questa nuova formazione, chiamata Uncle Slam, i due reclutano in aggiunta l'ex bassista dei Suicidal Tendencies, Louiche Mayorga.

## Formazione
- Jon Nelson - voce e chitarra
- Todd Moyer - chitarra e voce in alcune canzoni
- John Flitcraft - basso, voce secondaria
- Amery Smith - batteria e voce secondaria

## Discografia
- 1986 - The Brood